# وادي الكصير
وادي الكصير وادٍ، في ناحية بصية في قضاء السلمان في محافظة المثنى، في الجزء الجنوبي الغربي من الهضبة العراقية جنوب العراق، ويصب في منخفض الصليبات في موقع يبعد 45 كيلومتراً من جنوب الناصرية، منطقة الوادي بين دائرتي عرض ْ30 6- ْ28 وقوسي طول 5- ْ44 ْ46، مساحة حوض الوادي 10594 كيلومتراً مربعاً.
يعتبر الوادي من الوديان التاريخية حيث يحتوي على العديد من الاثار التي تعود لحقبات مختلفة، يعرف أيضا بكثرة واحاته وعذوبه مياهه كما يحتوي على العديد من الآبار القديمة والحديثة.